# Jurinella apicata
Jurinella apicata är en tvåvingeart som beskrevs av Charles Howard Curran 1947. Jurinella apicata ingår i släktet Jurinella och familjen parasitflugor.
Artens utbredningsområde är Peru. Inga underarter finns listade i Catalogue of Life.